# Mandelmanns köksbok
 Mandelmanns köksbok , självhushållande recept från Djupadal är Marie och Gustav Mandelmanns andra bok. Boken är utgiven 2016. Paret har blivit kända från framträdanden i TV4 med dokumentärserien Mandelmanns gård som visades 2016 och 2017. De fick tre priser i  Kristallengalan i SVT1 2017-09-01: ”Årets program”, ”Årets livsstilsprogram” och ”Årets tv-personlighet”. 

## Innehåll
Boken innehåller recept som används i Mandelmanns trädgårdar av Marie och Gustav Mandelmann i gården Djupadal i Rörum utanför Simrishamn i Österlen, Skåne. 
Receptsamlingen är indelad årstidsvis enligt följande: Tidiga våren, varmvåren, midsommartiden, högsommaren, tidiga hösten, senhösten, förvintern och slutligen djupvintern. Recepten är på det sättet anpassade till när råvarorna finns tillgängliga i självhushållet. Varje kapitel inleds med en miljöbeskrivning med lite noteringar hur det är att odla för att bli självförsörjande. Recepten är prövade och omprövade och används i Mandelmanns gård Djupadal. Boken är rikt illustrerad med både teckningar och fotografier.

## Utmärkelser
Mandelmanns köksbok tilldelades första pris i kategorin Regional måltidslitteratur i 2016 års upplaga av Årets Måltidslitteratur. Motivering:  En fascinerande köksbok som följer åtta årstider, ifrån den tidiga våren till djupvintern - allt styr vilken mat som serveras och som lagras i skafferi och jordkällare hos familjen Mandelmann.